# Astragalus tupalangi
Astragalus tupalangi är en ärtväxtart som beskrevs av Nikolai Fedorovich Gontscharow. Astragalus tupalangi ingår i släktet vedlar, och familjen ärtväxter. Inga underarter finns listade i Catalogue of Life.